# Il Guado
Die Symphonische Dichtung Il Guado (Die Furt) für Klavier und Orchester wurde von Franz Lehár 1894 komponiert. Die Uraufführung fand am 5. Januar 1895 bei einem Konzert der Marinemusik der k.u.k. Marinesektion im Politeama Ciscutti (heute: Istrisches Nationaltheater) in der Hafenstadt Pula statt.

## Hintergrund
Lehár komponierte das Stück inspiriert durch das gleichnamige Gedicht von Olindo Guerrini (Pseudonym Lorenzo Stecchetti). Thematisiert wird die Durchschreitung eines Flusses, welcher eine metaphorische Bedeutung beigemessen wird.

## Musik
Das Stück hat eine Dauer von ca. 9 Minuten. Zu Beginn des Stückes steht das Klavier im Mittelpunkt. Im Verlaufe der Symphonischen Dichtung greifen Klavier und Orchester zunehmend ineinander über. Das Stück nimmt auf ironische Art und Weise Bezug auf Chopin und Liszt.
Auf der im Jahr 1997 vom Label CPO veröffentlichen CD Lehár: Symphonic Works ist das Stück Il Guado zu hören.